# 2018년 바쿠 화재
2018년 3월 2일 아제르바이잔 바쿠에 위치한 공화당 약물 중독 치료소(아제르바이잔어: Respublika Narkoloji Mərkəzində)에서 화재가 발생하였다. 환자와 병원 직원을 포함하여 약 200명이 이 지역에서 대피했으며, 26명이 사망하고 4명이 부상을 입었다.

## 같이 보기
- 1995년 바쿠 지하철 화재
- 2015년 바쿠 화재